# Pentagon (zgrada)
Pentagon je naziv za zgradu koja se nalazi pokraj Washingtona u saveznoj državi Virginiji i u kojoj je smješteno Ministarstvo obrane Sjedinjenih Američkih Država. Ova zgrada je dobila ime jer je u obliku geometrijskog tijela s pet stranica- peterokuta (eng. pentagon).Kao simbol američke vojske, fraza Pentagon također se često koristi kao metonim za Ministarstvo obrane i njegovo vodstvo.
Zgrada je smještena u okrugu Arlington u državi Virginia, preko puta rijeke Potomac od Washingtona, DC. Zgradu je projektirao američki arhitekt George Bergstrom, a sagradio John McShain. 
Pentagon je najveća poslovna zgrada na svijetu, s oko 600.000 m2 prostora, od čega su 340.000 m2 uredi. U Pentagonu radi oko 23.000 vojnih i civilnih zaposlenika i još 3.000 neobrambenog pomoćnog osoblja. Ima pet bočnih strana, pet nadzemnih etaža, dva nivoa podruma i pet prstenastih hodnika po katu ukupne duljine 28.2 km. Središnji peterokutni trg od 20.000 m 2 nazvan je "Ground zero" pod pretpostavkom da bi Pentagon bio glavna meta u nuklearnom ratu.
Pentagon je naveden u Nacionalnom registru povijesnih mjesta i nacionalna je povijesna znamenitost. 

## Izgled i sadržaji
Zgrada Pentagona prostire se 116,000 m2, a uključuje i središnje dvorište od dodatnih 21,000 m2 Počevši od sjeverne strane i krećući se u smjeru kazaljke na satu, njegovih pet fasadnih ulaza su Mall Terrace, River Terrace, Concourse (ili Metro Station), South Parking i Heliport. Na sjevernoj strani zgrade, ulaz Mall, koji također ima trijem, vodi do 180 metara duge terase koja se koristi za ceremonije. Riječni ulaz, na kojem se nalazi portik koji viri 6 m, nalazi se na sjeveroistočnoj strani, s pogledom na lagunu i okrenut prema Washingtonu. Stepenasta terasa na riječnom ulazu vodi do lagune; a pristanište se koristilo do kasnih 1960-ih za prevoženje osoblja između zrakoplovne baze Bolling i Pentagona. Glavni ulaz za posjetitelje je s jugoistočne strane, kao i metro stanica Pentagon i autobusni kolodvor. Na jugoistočnoj strani drugog kata zgrade nalazi se i dvorana koja sadrži mini trgovački centar. Južno parkiralište priliježe uz jugozapadno pročelje, a zapadna strana Pentagona okrenuta je prema Washingtonskom bulevaru.
Koncentrični prstenovi označeni su od sredine prema van kao "A" do "E" (s dodatnim prstenovima "F" i "G" u podrumu). Uredi "E" prstena jedini su s vanjskih pogleda i uglavnom su u njima stariji službenici. Brojevi ureda vrte se u smjeru kazaljke na satu oko svakog prstena i sastoje se od dva dijela: broja najbližeg hodnika (1 do 10), a zatim broja zaljeva (00 do 99), tako da se brojevi ureda kreću od 100 do 1099. Ovi hodnici izlaze radijalno iz središnjeg dvorišta, s hodnikom 1 koji započinje s južnog kraja dvorane. Svaki numerirani radijalni hodnik siječe se s odgovarajućom numeriranom skupinom ureda (na primjer, hodnik 5 dijeli uredski blok serije 500). Postoji niz povijesnih prikaza u zgradi, posebno u prstenima "A" i "E". 
Katovi u Pentagonu označeni su slovom "B" za podrum i "M" za mezanin, a oba su ispod razine tla. Dvorana je na drugom katu na ulazu u metro. Iznad prizemlja broje se od 1 do 5. Brojevi soba daju se kao kat, koncentrični prsten i broj ureda (što je pak broj najbližeg hodnika iza kojeg slijedi broj zaljeva). Dakle, ured 2B315 nalazi se na drugom katu, prsten B i najbliži je hodniku 3 (između hodnika 2 i 3). Jedan od načina da dođete do ovog ureda bio bi odlazak na drugi kat, dolazak do A (najdubljeg) prstena, odlazak do koridora 3 i skretanje lijevo na prsten B do zaljeva 15. Moguće je da osoba prođe između bilo koje dvije točke u Pentagonu za manje od sedam minuta. Kompleks uključuje objekte za jelo i vježbanje te sobe za meditaciju i molitvu.
Južno od Pentagona nalaze se Pentagon City i Crystal City, opsežni trgovački, poslovni i stambeni okruzi velike gustoće u Arlingtonu. Nacionalno groblje Arlington nalazi se na sjeveru. Pentagon je okružen relativno složenom cestovnom mrežom Pentagona.
Pentagon ima šest poštanskih brojeva u Washingtonu, DC (unatoč tome što se nalazi u Virginiji). Ministar obrane, načelnici stožera i četiri podružnice službe imaju vlastiti poštanski broj.
Od srpnja 2020., obilazak Pentagona obustavljen je zbog pandemije COVID-19.

## Povijest

### Pozadina
Prije nego što je izgrađen Pentagon, sjedište Ministarstva rata Sjedinjenih Država bilo je u zgradi streljiva, privremenoj građevini podignutoj tijekom Prvog svjetskog rata duž avenije Constitution u National Mall-u. Odjel za rat, civilna agencija stvorena za upravljanje američkom vojskom, rasprostiralo se u dodatnim privremenim zgradama u National Mall-u, kao i na desetke drugih zgrada u Washingtonu, DC, Marylandu i Virginiji. Krajem 1930-ih izgrađena je nova zgrada Odjela za rat na ulicama 21. i C na Foggy Bottomu, ali nova zgrada ipak nije riješila prostorni problem odjela i na kraju ju je koristio State Department. Kad je u Europi izbio Drugi svjetski rat, Ratni se odjel brzo proširio očekujući da će Sjedinjene Države biti uvučene u sukob. Ministatrata Henry L. Stimson smatrao je da je situacija neprihvatljiva, jer je zgrada streljiva bila pretrpana i odjel se raširio.
Stimson je američkom predsjedniku Franklinu D. Rooseveltu u svibnju 1941. rekao da je Ratnom odjelu potreban dodatni prostor. Dana 17. srpnja 1941. održalo se kongresno saslušanje, koje je organizirao kongresmen iz Virginije Clifton Woodrum, u vezi s prijedlozima za nove zgrade Ratnog odjela. Woodrum je zatražio od brigadnog generala Eugena Reybolda, koji je na saslušanju zastupao Ratni odjel, "cjelovito rješenje" prostornog problema odjela, a ne izgradnju još privremenih zgrada. Reybold je pristao izvijestiti kongresmena u roku od pet dana. Ratni odjel pozvao je svog šefa građevine, generala Brehona Somervella, da iznese plan.

### Planiranje
Vladini dužnosnici složili su se da bi zgrada Ratnog odjela, službeno označena kao zgrada Federalnog ureda br. 1, trebala biti izgrađena s druge strane rijeke Potomac u okrugu Arlington u državi Virginia. Zahtjevi za novu zgradu bili su da bude visoka najviše četiri kata i da koristi minimalnu količinu čelika. Zahtjevi su značili da će se, umjesto da se uspravno uzdiže, zgrada prostirati na velikom području. Moguća mjesta za zgradu uključuju eksperimentalnu farmu Arlington Ministarstva poljoprivrede, uz nacionalno groblje Arlington i Hoover Field, koji više nije bio u uporabi.
Prvobitno odabrano mjesto bile su Farme Arlington, koje su imale otprilike peterokutni oblik, pa je zgrada prema tome planirana kao nepravilan peterokut. Zabrinut da bi nova zgrada mogla zakloniti pogled na Washington DC s groblja Arlington, predsjednik Roosevelt na kraju je odabrao mjesto zračne luke Hoover. Zgrada je zadržala svoj peterokutni izgled jer bi veliki redizajn u toj fazi bio skup, a dizajn se svidio Rooseveltu. Oslobođen ograničenja asimetričnog mjesta Arlington Farms, preinačen je u pravilan peterokut koji je nalikovao utvrdama iz vremena nakon izuma vatrenog oružja.
Kongres je 28. srpnja odobrio financiranje nove zgrade Ministarstva rata u okrugu Arlington, u kojoj bi se čitav odjel smjestio pod jedan krov, a predsjednik Roosevelt službeno je odobrio mjesto zračne luke Hoover 2. rujna. Dok je projekt prolazio kroz postupak odobravanja krajem srpnja 1941., Somervell je odabrao dobavljače, uključujući Johna McShaina, Inc. iz Philadelphije, koji je izgradio nacionalnu zračnu luku Washington u Arlingtonu, Jeffersonov memorijal u Washingtonu i Nacionalni pomorski medicinski centar u Bethesdi, Maryland, zajedno s Wise Contracting Company, Inc. i Doyleom i Russellom, obojica iz Virginije. Pored lokacije zračne luke Hoover i drugog državnog zemljišta, za izgradnju Pentagona bilo je potrebno dodatnih 1.16 km2, koji su otkupljeni po cijeni od 2,2 milijuma USD (ekvivalentno 29.9 milijuna USD u 2019). Četvrt Hell's Bottom, koja se sastojala od brojnih zalagaonica, tvornica, otprilike 150 domova i drugih zgrada oko Columbia Pike, također je očišćena kako bi napravila put Pentagonu. Naknadno je 1.2 km2 zemljišta prebačeno na nacionalno groblje Arlington i u utvrdu Myer, ostavljajući 1.1 km2 za Pentagon.

### Izgradnja
Ugovori u ukupnom iznosu od 31.100.000 USD (ekvivalentno 423 USD u 2019.) finalizirani su s McShainom i ostalim dobavljačima 11. rujna, a radovi na Pentagonu su počeli istog dana. Među zahtjevima za dizajnom, Somervell je zahtijevao da konstrukcijski dizajn primi podne opterećenja do 150 kilograma po četvornom metru, što je učinjeno u slučaju da zgrada u neko vrijeme nakon završetka trenutnog rata postane arhiv. Upotrijebljena je minimalna količina čelika jer je tijekom Drugog svjetskog rata bio potrebniji za ratnu industriju. Umjesto toga, Pentagon je sagrađen kao armirano-betonska konstrukcija, koristeći 680 000 tona pijeska iskopanog iz rijeke Potomac, a na rijeci je kod Pentagona stvorena laguna. Da bi se upotreba čelika svela na najmanju moguću mjeru, umjesto postavljanja dizala izgrađene su betonske rampe. Za pročelje zgrade korišten je vapnenac iz Indiane.
Arhitektonski i strukturni projekti za Pentagon odvijali su se istovremeno s gradnjom, s početnim crtežima dostavljenim početkom listopada 1941., a većina projektnih radova završena je do 1. lipnja 1942. Ponekad su građevinski radovi vršeni prije samog dizajna, a koristili su se materijali različiti od onih navedenih u planovima. Pritisak za ubrzavanje dizajna i gradnje pojačao se nakon napada na Pearl Harbor 7. prosinca 1941. godine, Somervell je zahtijevao da 9.3 ha prostora u Pentagonu bude dostupno za useljenje do 1. travnja 1943. David J. Witmer zamijenio je Bergstroma na mjestu glavnog arhitekta 11. travnja nakon što je Bergstrom dao ostavku zbog optužbi, nevezanih za projekt Pentagona, za nepropisno ponašanje dok je bio predsjednik Američkog instituta za arhitekte. Izgradnja je završena 15. siječnja 1943. Pukovnik Leslie Groves bio je odgovoran za nadzor gradnje.
Uvjeti tla na lokaciji na poplavnom području rijeke Potomac predstavljali su izazove, kao i različite nadmorske visine na mjestu, koje su se kretale od 3.0–12.2 m nadmorske visine. Izgrađena su dva potporna zida kako bi se nadoknadile promjene visine, a za lijevanje stanja tla korištene su lijevane gomile. Izgradnja Pentagona dovršena je za otprilike 16 mjeseci po ukupnom trošku 83 dolara milijuna (ekvivalentno 1.13 USD u 2019). Zgrada je visoka otprilike 22 m, a svaka od pet strana zgrade je duga 281 m.
Zgrada je građena po jedno krilo; svako je krilo bilo useljeno čim je dovršeno, dok se na preostalim krilima nastavila gradnja.
Pentagon je dizajniran u skladu s a zakonima o rasnoj segregaciji koji su u to vrijeme bili na snazi u državi Virginia, s odvojenim smještajem za jelo i toalet za bijele i crne osobe; toaleti su bili su jedni uz druge, a trpezarije za crnce bile su u podrumu. Međutim, kada je Roosevelt posjetio objekt prije njegove posvete, naredio je uklanjanje znakova "Samo bijelci", a Pentagon je postao jedina zgrada u Virginiji u kojoj se nisu provodili zakoni o segregaciji (koji su ostali na snazi do 1965). Popratni toaleti još uvijek postoje, ali ih koriste svi.

### Teroristički napadi 11. rujna 2001.
Dana 11. rujna 2001., točno 60 godina nakon početka gradnje zgrade, tim od pet otmičara povezanih s Al-Kaidom preuzeo je kontrolu nad letom American Airlinesa na putu od međunarodne zračne luke Washington Dulles do međunarodne zračne luke Los Angeles i namjerno srušili Boeing 757 na zapadnu stranu Pentagona u 9:37 EDT, usmrtivši 189 ljudi (59 žrtava i pet terorista u zrakoplovu, kao i 125 žrtava u zgradi), prema izvješću Komisije 11. rujna. Ovo je bio prvi značajan strani napad na vladine zgrade u SAD-u otkako su Britanci spalili grad tijekom rata 1812. godine.
Udar aviona teško je oštetio vanjski prsten jednog krila zgrade i prouzročio njegovo djelomično urušavanje. U vrijeme napada Pentagon je bio u obnovi, a mnogi su uredi bili nenastanjeni, što je rezultiralo manjim brojem žrtava. Zbog posla je tamo bilo samo 800 od 4.500 ljudi koji bi bili na tom području. Nadalje, pogođeno područje, s bočne strane fasade Heliporta, bilo je odjeljenje najbolje pripremljeno za takav napad. Tamošnja obnova, poboljšanja koja su proizašla iz bombaškog napada u Oklahoma Cityju, bila su skoro dovršena.
Bilo je to jedino područje Pentagona s prskalicama, a rekonstruirano je mrežom čeličnih stupova i šipki kako bi moglo izdržati eksplozije bombi. Čelična armatura, spojena vijcima čineći kontinuiranu strukturu kroz svih pet katova Pentagona, 30 minuta je spriječila da se taj dio zgrade uruši - dovoljno vremena da stotine ljudi izvuku na sigurno. Područje koje je avion udario također je imalo prozore otporne na eksplozije - debele 2 inča i po 2500 kilograma - koji su ostali netaknuti tijekom pada i požara. Imao je protupožarna vrata koja su se automatski otvarala, a novoizgrađeni izlazi koji su omogućavali ljudima izlaz.
Izvođači radova koji su već sudjelovali u obnovi dobili su dodatni zadatak obnove dijelova oštećenih u napadima. Ovaj dodatni projekt nazvan je "projekt Phoenix ", a teretilo ga se da su najudaljeniji uredi oštećenog dijela bili zauzeti do 11. rujna 2002.
Kad je popravljen oštećeni dio Pentagona, na mjestu udara dodani su mali unutarnji spomen i kapela. Za petu godišnjicu napada 11. rujna 2001., središnje dvorište Pentagona zasjalo je spomen na 184 snopa svjetlosti, po jedno svjetlo za svaku žrtvu napada. Uz to, američka zastava svake se godine izvjesi na bok Pentagona oštećenog u napadima, a bok zgrade noću osvjetljava plavim svjetlima. Nakon napada, razvijeni su planovi za spomen obilježje na otvorenom, a izgradnja je u tijeku 2006. godine. Ovaj Pentagonski spomenik sastoji se od parka na 8100m2, sadrži 184 klupe, po jednu za svaku žrtvu. Klupe su poredane duž linije leta 77 prema dobi žrtava, od 3 do 71 godine. Park je otvoren za javnost 11. rujna 2008.

## Protesti pred Pentagonom
Pentagon je postao žarišna točka za prosvjede protiv rata u Vijetnamu tijekom kasnih 1960-ih. Skupina od 2500 žena, koju je organizirala Žena štrajkaju za mir, demonstrirala je ispred ureda ministra obrane Roberta S. McNamare u Pentagonu 15. veljače 196.U svibnju 1967. skupina od 20 demonstranata održala je protestno djedenje ispred ureda Zajedničkog načelnika stožera, koja je trajala četiri dana prije nego što su uhićeni. U jednom od poznatijih incidenata, 21. listopada 1967., oko 35 000 antiratnih prosvjednika koje je organizirao Nacionalni mobilizacijski odbor za okončanje rata u Vijetnamu, okupilo se na demonstracijama u Ministarstvu obrane ("Pohod na Pentagon"), gdje ih je suočilo oko 2500 naoružanih vojnika. Tijekom prosvjeda snimljena je poznata slika, gdje je George Harris stavio karanfile u cijevi vojnika s oružjem. Šetnja je zaključena pokušajem "egzorciranja" zgrade.
Dana 19. svibnja 1972., organizacija Weather Underground bombardirala je ženski zahod na četvrtom katu, u znak "odmazde" zbog bombardiranja Hanoja od strane Nixonove administracije u završnoj fazi Vijetnamskog rata.
Dana 17. ožujka 2007., 4.000 do 15.000 ljudi (procjene se značajno razlikuju) prosvjedovalo je protiv rata u Iraku marširajući od Lincolnovog spomenika do sjevernog parkirališta Pentagona.

## Renovacija
Od 1998. do 2011. Pentagon je u potpunosti "preokrenut" i rekonstruiran u fazama kako bi ga uskladio s modernim standardima i poboljšala sigurnost i učinkovitost. Uklonjen je azbest, a svi su prozori ureda zapečaćeni.
Prema izvornom izgledu, većina poslovnog prostora Pentagona sastojala se od otvorenih uvala koje su se protezale na čitav prsten. Ti su uredi za hlađenje koristili prirodnu ventilaciju iz prozora umjesto klima uređaja. Uvale u postupno podijeljene u privatne urede, a mnogi su se koristili klima uređajima. Nova shema prostora uključuje otvorene uredske uvale, novi Univerzalni Prostorni Plan standardiziranog uredskog namještaja i pregrade koji je razvio Studios Architecture.

## Galerija slika
- Pogled sa sjeverozapada, tijekom gradnje, srpanj 1942
- Vojna policija zadržava prosvjednike protiv Rata u Vijetnamu tijekom njihovog okupljanja 21. listopada 1967., na ulazu u tržni centar Pentagona.
- Nakon napada 11. rujna 2001.
- Osvjetljenje tijekom 6. obljetnice napada, 11. rujna 2007.
- Pogled s jugozapada (1998) s rijekom Potomac i spomenikom Washington u pozadini
- Sigurnosni video pada leta 77 (udar u 1:25).[50]

## Vanjske poveznice
- web stranice Pentagona  Arhivirana inačica izvorne stranice od 18. prosinca 2011. (Wayback Machine)
- Zaštitna služba Pentagona  Arhivirana inačica izvorne stranice od 7. veljače 2005. (Wayback Machine)
- Stranice Ministarstva obrane SAD